# 최산정
최산정[崔山靜, 1535~1593]. 조선 선조때 무신. 본관은 통천(通川)이고, 자는 국원(國垣), 호는 옥포(玉圃)다. 선무원종공신 2등에 책록되었다.

## 생애
1535년(중종 30년) 해남군 옥천면 대산리에서 출생하였다. 기골이 웅건하고 장력과 재주가 비범하며 효성이 특별하였다. 모부인이 이질로 약이 듣지 않아 병세가 위급할 때, 목욕 분향하고 몸으로 대신할 것을 3일 동안 기도하니, 애마가 발굽을 치며 울기에 기이하여 가보니 입에 지우초를 물고 있었는데 이에 즉시 다려 복용하니 환우가 호전되었다고 한다. 현감 김인수(선산김씨)의 딸에게 장가들었으나 곧 졸하여, 윤수평(해남윤씨)의 딸에게 재취하였다.
문경공 일재 이항 선생에게 학문과 무예를 사사하였다. 일재선생 아래에서 김천일, 송공필, 김제민 등과 도의로 사귀었다.
1570년(선조 3년)에 무과에 급제하여 여러 직을 거친 후에 임진왜란 전 궁궐의 수문장을 지냈다. 1592년(선조 25년) 임진왜란이 발발하여 선조가 의주로 파천할 때 어가를 수행하였다. 이어 왕자와 왕비가 피난 중 길이 막혀 통신이 두절되자 강원도 이천에 출전하여 수 십급의 적을 베고 병기와 군량 등을 탈취하여 의주의 행재소에 헌납하는 공을 세웠다. 이에 선조가 기뻐하며 군자감주부에 제수하였다. 그러나 이 전투에서 왼쪽 옆구리에 총상을 입어 치료를 받던 중 선조의 어가가 한양으로 환도하는 때에 이르렀을 때, 해남의 노모의 생사를 걱정하여 선조에게 주청하여 귀향을 허락받았다. 해남으로 귀향하던 중 1593년(선조 26년) 10월 9일 이천전투에서 입은 총상의 탄독이 재발하여 전북 금강에서 사망하였다. 해남군 옥천면 봉황리 천지곡에 장례하였다.
사후에 선조는 벼슬을 통정대부 북도병마절도사에 추증하였고, 1604년 선무원종 2등공신에 책록하였다. 이후 호남절의록에 수록되었고, 1862년(철종 13년)에 향내 유림의 발의로 해남 옥천면 대산리에 대산사(삼충사)를 세워 5대조 양장공 최운해장군과 종고조 정렬공 최윤덕, 고조 근재공 최윤온과 함께 배향하였고, 노사 기정진 선생이 축문을 지어 향사하였다.

### 운명시
해남으로 하향하다 전북 금강에서 부상부위에 탄독이 재발하였을 때 죽음을 예감하고 운명시를 남겼다.
落日金溝路  西風拂袖寒

煙光生遠樹  雁影起淸灘

憂國恩猶重  思親夢不安

携笻招悵立  月滿菊空欄

[해 떨어진 금구에는, 찬바람만 몹시 분다.

연기는 저 멀리 아롱거리는데, 기러기는 맑은 여울에 노닌다,

나라를 근심하니 은혜가 무겁고, 어버이를 생각하니 잠을 못 이룬다.

지팡이 짚고 슬피 바라보니, 달빛만 난간에 가득하네.]

## 가계
- 5대조 : 최운해
- 종고조 : 최윤덕
- 고조 : 최윤온
- 조부 : 최세진
- 부 : 최환성
- 본인 : 최산정
- 배위 : 선산 김씨
- 계배 : 해남 윤씨
- 아들 : 최홍철
- 아들 : 최홍진

## 연관인물
- 선조
- 충장공 정운
- 김천일
- 일재 이항선생